# Bureau central des associations de presse
Le Bureau central des associations de presse fut la première organisation internationale de journalistes. Albert Bataille, journaliste au Figaro, et Victor Taunay, journaliste à La Vérité, les deux premiers présidents de l'Association de la presse judiciaire, furent parmi les instigateurs.

## Histoire
Un premier congrès a lieu en 1895. Dès l'année suivante, à Anvers, fut créé un bureau permanent présidé par l'autrichien Wilhelm Singer, qui dirigeait le Neues Wiener Tagblatt, assisté de Victor Taunay. Appelée « Bureau central des associations de presse », cette nouvelle structure est l'organisatrice officielle du troisième congrès international de la presse, qui a lieu à Budapest en 1896 En 1901, Victor Taunay est élu secrétaire du Bureau central des associations de presse.
L'épithète choisi pour l'association est la « Croix Rouge littéraire » et elle se dote d'un bulletin qui a pour titre Le Droit d'auteur. Elle précise lors d'un congrès que son but est « créer une action et une entente commune des associations de journalistes de différents pays dans le domaine purement professionnel, au delà de toute idée de race, de politique, de religion ou de nationalité ». 
En 1897, le délégué de la Presse suisse demande que le Bureau Central des Associations de Presse mette à l'étude l'idée de la création d'un secrétariat permanent. L'association va lutter pour que la mise en place d'une indemnité spécifique de licenciement pour les journalistes soit le résultat de consultations internationales de la profession. Elle débouche sur le mois de salaire par année de présence, pièce centrale du statut de journaliste professionnel, voté à l'unanimité par le parlement en 1935 sous forme de Loi Brachard.